# Albert Wifstrand
Sven Albert Wifstrand (* 3. März 1901 in Mörrum (Blekinge); † 13. Juni 1964 in Lund) war ein schwedischer Altphilologe (Gräzist).
Wifstrand studierte in Lund bei Einar Löfstedt, Claes Lindskog, Martin P. Nilsson, Axel Moberg. Er wurde dort 1926 mit einer Dissertation zur griechischen Anthologie promoviert. Von 1935 bis 1964 war er Professor der griechischen Sprache und Literatur in Lund. 1950 erhielt er den Doctor honoris causa der Theologie in Lund. Er erhielt verschiedene weitere schwedische Auszeichnungen.
Wifstrand arbeitete im Wesentlichen textkritisch und interpretierend zum Neuen Testament und zur griechischen Literatur der Kaiserzeit. Daran schlossen sich Studien zur Entwicklung des Hexameters von Kallimachos bis zu Nonnos von Panopolis und papyrologische Arbeiten an.

## Schriften (Auswahl)
Schriftenverzeichnis
- S. G. Sjöberg: Die gedruckten Schriften von Albert Wifstrand 1923–1971, in: Scripta minora Regiae Societatis humaniorum litterarum Lundensis 1971/1972:2, Ss. 23–41.

Schriften
- Studien zur griechischen Anthologie. Diss. Lund 1926.
- Eikota. Emendationen und Interpretationen zu griechischen Prosaikern der Kaiserzeit, I-VIII. Lund 1930-1964.
- Von Kallimachos zu Nonnos. Metrisch-stilistische Untersuchungen zur späteren griechischen Epik und zu verwandten Gedichtgattungen. Lund 1933.
- Aus der Papyrussammlung der Universitätsbibliothek in Lund. I, Literarische Fragmente. In: "Bull. Soc. des Lettres de Lund" 1934–35, 2, 53–65; II, Griechische Privatbriefe. In: "Bull. Soc. des Lettres de Lund" 1936–37, 6, 161–172.
- Grekisk Metrik. Lund 1935.
- L'Eglise ancienne et la culture grecque. Traduit du suédois par L.-M. Dewailly. Ed. du Cerf, Paris 1962.
- Epochs and styles. Selected writings on the New Testament, Greek language and Greek culture in the post-classical era. Edited by Lars Rydbeck and Stanley E. Porter. Translated from the Swedish Originals by Denis Searby. (= Wissenschaftliche Untersuchungen zum Neuen Testament, 179). Mohr Siebeck, Tübingen 2005, Auszüge online.